# Kate Hornsey
Kate Hornsey (19 d'octubre de 1981, en Hobart) és una ex-remadora australiana que va arribar a ser tres vegades campiona del Món de rem i medallista olímpica.

## Biografia
Hornsey va començar a remar als 12 anys a New Norfolk, Tasmània. El seu club com a sènior ha estat el New Norfolk club i el Club de rem Mercantil a Melbourne.
Els seus primers Jocs Olímpics van ser a Pequín 2008, quan va quedar en sisè lloc per a l'equip nacional. El març de 2012 va ser seleccionada per participar al costat de Sarah Tait als Jocs Olímpics de Londres 2012, obtenint la medalla de plata. Va anunciar oficialment el seu retir de la competició el 24 d'octubre de 2014.